# Montivipera bornmuelleri
Espèce
Synonymes
- Vipera bornmuelleri Werner, 1898

Statut de conservation UICN

 EN B1ab(iii) : En danger
Montivipera bornmuelleri est une espèce de serpents de la famille des Viperidae.

## Répartition
Cette espèce se rencontre au Liban, en Israël et en Syrie.

## Description
C'est un serpent venimeux et ovovivipare.

## Étymologie
Cette espèce est nommée en l'honneur du botaniste allemand Joseph Friedrich Nicolaus Bornmüller.

## Publication originale
- Werner, 1898 : Über einige neue Reptilien und einen neuen Frosch aus dem cilicischen Taurus. Zoologischer Anzeiger, vol. 21, no 555, p. 217-223 (texte intégral).